# هالي فووت
هالي فووت (بالإنجليزية: Hallie Foote)‏ هي ممثلة أمريكية، ولدت في 31 مارس 1950 بنيويورك في الولايات المتحدة.

## أعمال

### أفلام
- (2011) نشاط خارق 3[5][6]

## ترشيحات
- جائزة توني لأفضل ممثلة بارزة في مسرحية [الإنجليزية]‏ (2009)

## وصلات خارجية
- هالي فووت على موقع IMDb (الإنجليزية)
- هالي فووت على موقع قاعدة بيانات برودواي على الإنترنت (الإنجليزية)
- هالي فووت على موقع قاعدة بيانات الفيلم (الإنجليزية)